# Wanda Rotha
Pour les articles homonymes, voir Rotha.
Wanda Rotha, née le 12 mars 1901 à Vienne (Autriche-Hongrie) et morte le 5 août 1982 à Londres (Royaume-Uni), est une actrice autrichienne.

## Filmographie

### Cinéma
- 1931 : Täter gesucht : Lilly Meißner (en tant que Wanda Rotter)
- 1947 : Mrs. Fitzherbert : Princess Caroline of Brunswick
- 1953 : Saadia : Fatima
- 1957 : Les Fredaines du capitaine (de) : Editha
- 1964 : Le Plus Grand Cirque du monde : Mrs. Schuman

### Courts-métrages
- 1931 : Wo wohne ich gut und billig : (en tant que Wanda Rotter)

### Télévision

#### Séries télévisées
- 1955 : Secret File, U.S.A. : Dr. Lang
- 1957 : Destination Downing Street : Frau Kohne

#### Téléfilms
- 1960 : Hamlet : Gertrude
- 1964 : Legende einer Liebe
- 1967 : Delirium zu zweit auf unbegrenzte Zeit : Frau